# Filialkirche St. Michael (Villach)

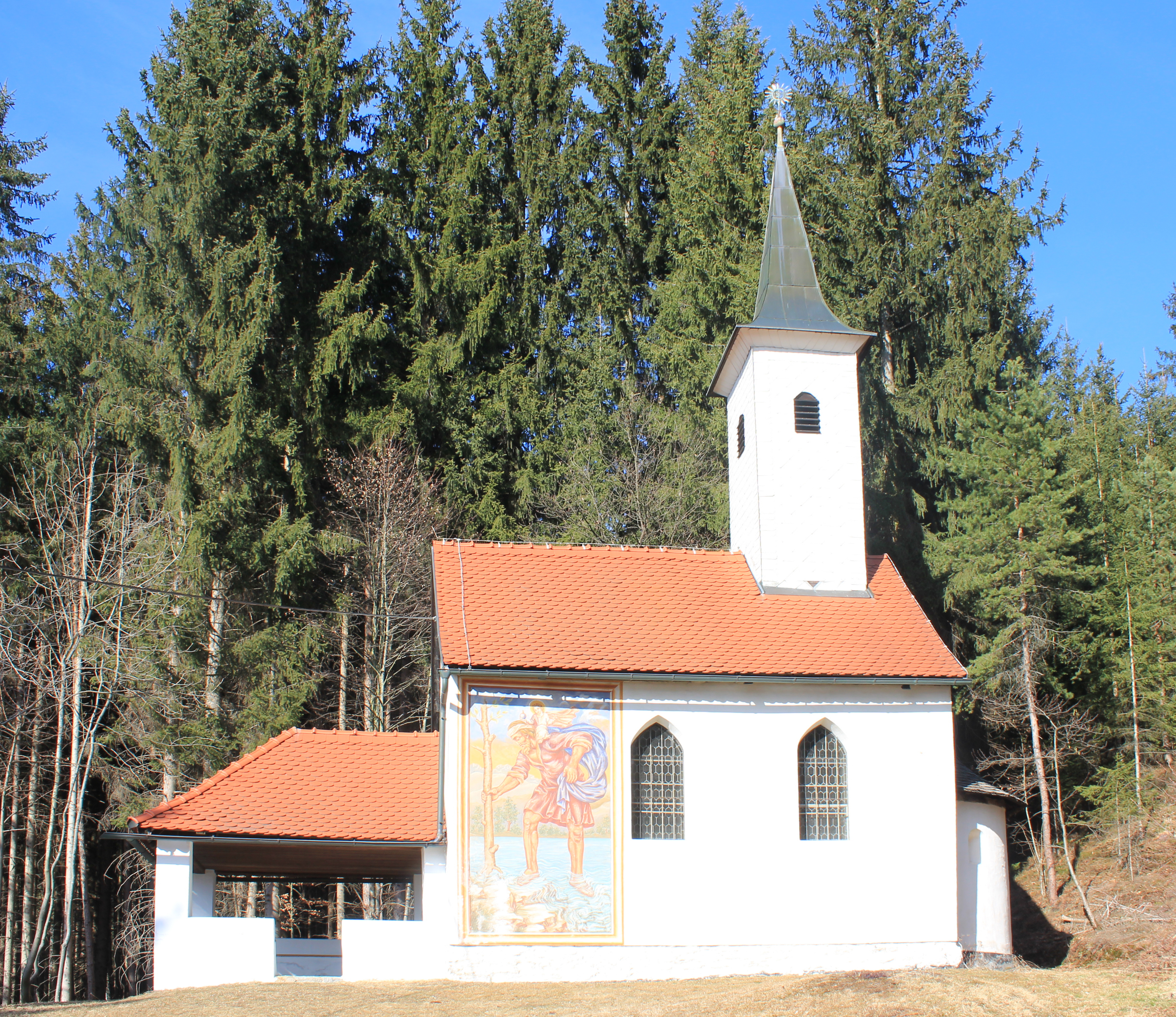
Die Filialkirche St. Michael

Die Filialkirche St. Michael steht auf einem steilen bewaldeten Hügel östlich des Ortes St. Michael in der Stadtgemeinde Villach. Die zur römisch-katholischen Pfarre Maria Landskron gehörige Kirche fand 1431 erstmals eine urkundliche Erwähnung. 1494 wurde sie gemeinsam mit der Burg Landskron dem Georgsritterorden zur Pflege und 1511 zu eigen gegeben.

## Baubeschreibung
Die Kirche ist ein kleiner, romanischer Bau mit einer kleinen Halbkreisapsis, einer westlichen Vorlaube über gemauerten Eckpfeilern und einem östlichen Dachreiter mit einem geschweiften Spitzhelm. In der Apsis haben sich kleine, romanische Fenster erhalten. Das Wandgemälde des heiligen Christophorus an der Südwand wurde 1979 von Kurt Campidell stark erneuert. Links neben dem Westportal befinden sich ein römerzeitliches Relief mit Kantharos und Lebensbaum sowie eine römerzeitliche Grabinschrift für die Einheimischen Bacacu, Arimanus, Arion und Cotun.
Das zweiachsigen Langhaus mit einer Holzdecke hat eine hölzerne Westempore und einen rundbogigen Triumphbogen. Die halbkreisförmige Apsis hat ein Tonnengewölbe mit einer Halbkuppel.

## Einrichtung
Der kleine gotische Flügelaltar mit Fialen und Astwerksschmuck entstand um 1505. Das Gemälde an der Predella zeigt das von Engeln gehaltene Schweißtuch Christi. Das Aufsatzgemälde mit dem Schmerzensmann stammt aus der Werkstätte des Heiligenbluter Veronikamalers.
Eine zum Altar gehörige Statue des heiligen Michael aus der älteren Villacher Schnitzwerkstätte, die neu gefasst wurde, und ein romanischer Kruzifix aus dem frühen 12. Jahrhundert mit erneuertem, rechtem Arm werden in der Pfarrkirche Maria Landskron aufbewahrt.
Weiters besitzt die Kirche zwei Gemälde des heiligen Michael und der Marienkrönung von 1686.